# Service Pyjama
Le Service Pyjama était un service de transport en commun effectuant des courses de nuit dans plus de 40 communes du canton de Vaud. Réduit au seul réseau des Transports publics de la région lausannoise en 2013, il a été totalement remplacé par le réseau nocturne à partir du samedi 17 décembre 2021.

## Histoire
En 1990, le groupe Contact Jeunesse de la ville de Lausanne demande la possibilité de mettre sur place un service de transports en commun permettant aux jeunes de rentrer chez eux après une soirée en ville. Un groupe de réflexion est alors créé. Il est notamment question d'étudier différents aspects : les prix doivent être abordables, et le service ne doit pas être déficitaire pour les sociétés de transports.
Ainsi, le 4 décembre 1992, à la suite d'une association entre les TL, la Coopérative des taxis lausannois et le groupe Contact Jeunesse, les premiers «bus-pyjamas» circulent, ce qui est une première en Suisse : cinq lignes sont assurées à 1 h et 2 h 30 du matin avec deux minibus et conducteurs de la coopérative de taxis en desservant les différents quartiers de la ville à l'exception d'Ouchy, dont les instigateurs ont considéré que la distance entre le centre-ville et le lac reste faisable à pied. Les courses coûtent alors 3,00 CHF via des tickets achetables dans les lieux de vie nocturne et l'exploitation est financée par des sponsors, qui prennent notamment en charge la différence quand la coopérative doit engager un taxi en renfort,.
En 1994, la compagnie du chemin de fer Lausanne-Échallens-Bercher crée les « trains-pyjamas ». Ce sont des trains qui circulent la nuit du vendredi au samedi ainsi que celle samedi au dimanche pour permettre aux fêtards de rentrer. Un système de financement par les communes membres de l'association Lausanne Région et alors introduit. Le regroupement « bus-pyjamas » et des « trains-pyjamas » ainsi que la reprise de l'ensemble par la Corel aboutit à la création du Service Pyjama qui s'étend à partir du 1er janvier 1994 sur quinze communes de la région lausannoise et Morges et ajoute des départs à 3 h vers l'Ouest lausannois,. Dès fin 1994, les TL reprennent l'exploitation du service.
En 1997, le financement par les communes est de 40 cts par habitant pour les communes membres de l'association Lausanne Région, 35 cts par habitant pour la commune de Lausanne et 50 cts par habitant pour les communes non-membres de l'association qui sont desservies par le Service Pyjama.
En ...[Quand ?], les CFF rejoignent à leur tour le Service Pyjama.
La popularité du service est croissante. En 2006, le service atteint une fréquentation de 75 517 voyageurs.
Par la suite, en 2008, pour simplifier le lieu des départs avec le LEB, tous les bus TL partant de la place Saint-François, changent de lieu de départ pour la gare de Lausanne-Flon.
Le prix du billet fixé dès le début en 1992 à 2,00 CHF ne va pas changer jusqu'en décembre 2010 où le prix est augmenté à 4,00 CHF avec le passage à l'horaire 2011 pour les CFF et le LEB.
Avec l'introduction du nouvel horaire, le 15 décembre 2013, les CFF et le LEB intègrent leurs courses de nuit à l'offre globale et ne perçoivent plus de taxe supplémentaire pour ces dernières. Les deux compagnies cèdent l'appellation Service Pyjama à l'exclusivité des TL, qui pour ses lignes de bus, maintient la surtaxe de nuit et internalise l'exploitation avec ses propres conducteurs sur la base du volontariat,,.
Depuis le 14 décembre 2018, la surtaxe de 4 CHF est supprimée et le départ de l'ensemble des lignes se fait place Saint-François et non plus à la gare de Lausanne-Flon. Des agents de sécurité sont désormais présents à bord.
Le 13 décembre 2021, le service est revu avec la fin des restrictions sur les montées et descentes aux arrêts, ce qui permet de ne pas systématiquement passer par le centre-ville de Lausanne, et le passage de trois à cinq départs par nuit ; cette nouvelle offre est censée accompagnée la hausse de 40 % de la fréquentation mesurée à partir de 2019. La marque Service Pyjama a été abandonnée à cette occasion et les itinéraires revus à la suite de l'intégration des lignes régionales CarPostal 360, 362 et 365 et 60 des TL au service, : la ligne N1 est limitée au Mont-sur-Lausanne car la ligne 60 reprend la desserte de Froideville, la ligne N2 est limitée au Chalêt-à-Gobet car la ligne 362 reprend la desserte de Lucens et la ligne N3 est limitée à Praz-Séchaud car les lignes 360 et 365 reprennent la desserte de Servion.

## Description
Le Service Pyjama était depuis 2013 un service de nuit uniquement proposé par les Transports publics de la région lausannoise.
Pour profiter de ce service, les passagers devaient être titulaires d'un titre de transport valable.  Ce dernier étant soit un abonnement général des CFF ou alors un abonnement ou billet de la communauté tarifaire Mobilis. La montée était possible uniquement au centre-ville de Lausanne (Lausanne-Flon puis par la suite Lausanne, St-François).

### Communication
Dans sa communication au public, le Service Pyjama utilisait deux slogans :
- « Après la fête... assure le retour » ;
- « ...Laisse ta voiture à la maison et sors tranquille ».

Le public visé était un public de jeunes adultes. Sur son site Internet, le Service Pyjama utilise la deuxième personne du singulier pour transmettre du contenu et de l'information. Néanmoins, il va de soi que le service n'est pas réservé aux jeunes adultes et tout le monde peut l'utiliser.

### Les lignes
Le réseau est composé de six lignes N1 à N6 ainsi que de la ligne 60 des TL. En outre, les lignes 360, 362 et 365 de CarPostal et le chemin de fer Lausanne-Échallens-Bercher disposent d'un service nocturne.

## Services similaires
Le Service Pyjama est principalement orienté sur la ville de Lausanne. D'autres agglomérations disposent aussi de services de nuits similaires. Outre le Noctambus à Genève et le Moonliner (de) dans les cantons de Berne, de Soleure, du Jura, de Fribourg et de Lucerne, des services équivalent existent dans le canton de Vaud :
- Pyjam'Bus pour la région morgeoise, assuré par la compagnie MBC[16] ;
- Le Bus de nuit pour la région de Nyon, assuré par CarPostal ;
- Le bus du Petit Prince pour la Riviera vaudoise, assuré par VMCV ;
- Le bus de nuit TPF dont certaines lignes desservent le canton, assuré par la compagnie TPF ;
- Enfin, le Nightbird pour la Suisse qui est le service nocturne de transport par bus des CFF. Ce service est assuré par les compagnies CarPostal et CFF[17].